# Bischofskonferenz von Angola und São Tomé

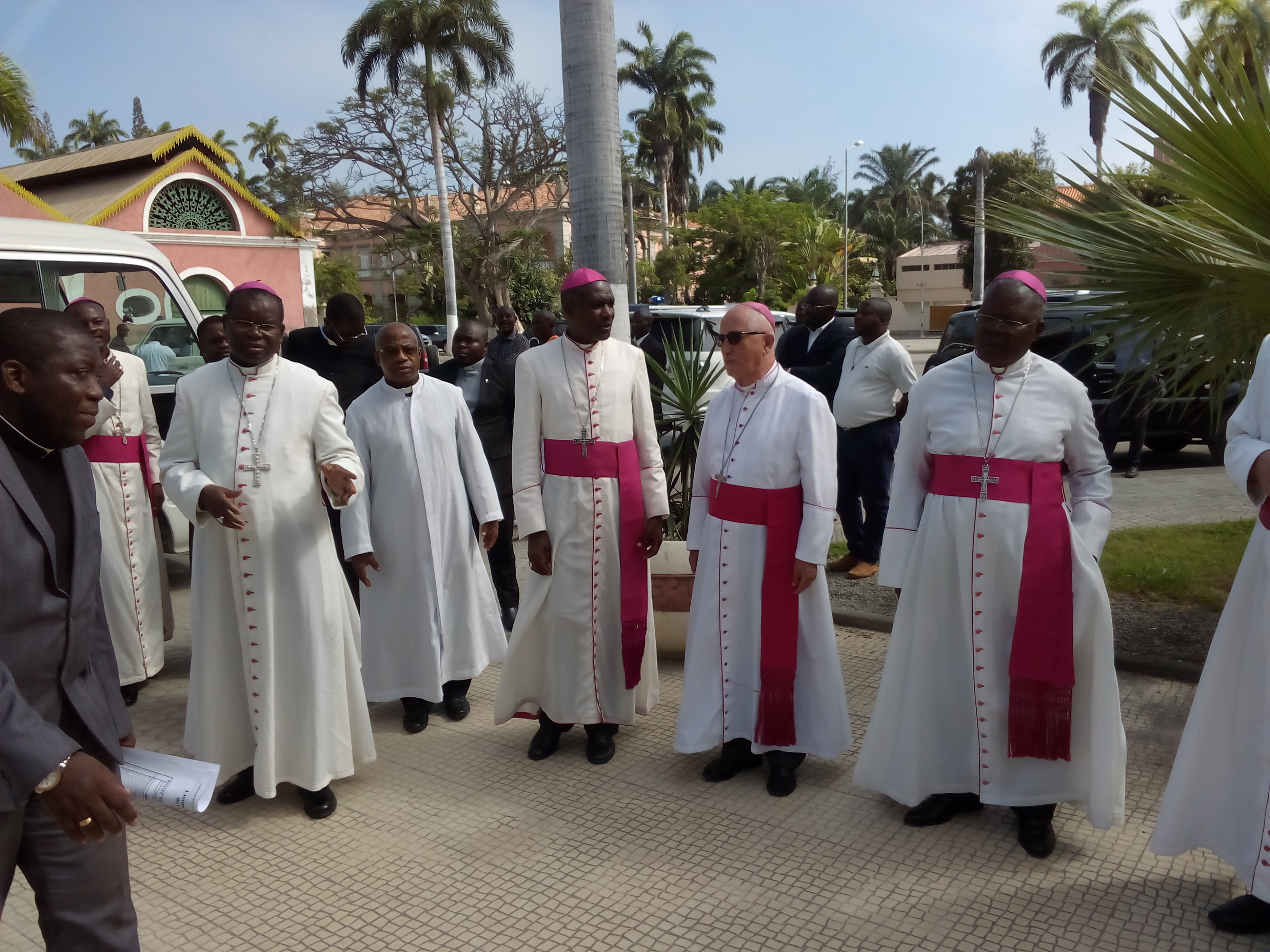
Treffen der Bischofskonferenz von Angola und São Tomé

Die Bischofskonferenz von Angola und São Tomé (Conferência Episcopal de Angola e São Tomé, CEAST) ist die katholische Bischofskonferenz von Angola und São Tomé und Príncipe. Sie hat ihren Sitz in Luanda. Der seit dem 21. November 2009 amtierende Vorsitzende ist Gabriel Mbilingi, Erzbischof von Lubango. Vizepräsident der CEAST ist der Bischof von Cabinda, Filomeno do Nascimento Vieira Dias. In Hirtenbriefen ruft die CEAST immer wieder zu mehr sozialer Gerechtigkeit auf.

## Vorsitzende
- Manuel Nunes Gabriel, Erzbischof von Luanda (1967–1975)
- Eduardo André Muaca, Erzbischof von Luanda (1975–1982)
- Manuel Franklin da Costa, Erzbischof von Lubango (1982–1990)
- Alexandre Kardinal do Nascimento, Erzbischof von Luanda (1990–1997)
- Zacarias Kamwenho, Erzbischof von Lubango (1997–2003)
- Damião António Franklin, Erzbischof von Luanda (2003–2009)
- Gabriel Mbilingi, C.S.Sp., Erzbischof von Lubango (seit 2009)